# The Trials and Tribulations of Russell Jones
Albums de Ol' Dirty Bastard
Nigga Please
(1999) Osirus
(2005)
The Trials and Tribulations of Russell Jones est une compilation d'Ol' Dirty Bastard, sortie le 19 mars 2002.

## Liste des titres
| No  | Titre                                                   | Contient un (des) sample(s) de   | Durée |
| --- | ------------------------------------------------------- | -------------------------------- | ----- |
| 1.  | Intro                                                   |                                  | 0:57  |
| 2.  | Caught Up (featuring Mack 10 et Royal Flush)            |                                  | 3:32  |
| 3.  | Dirty & Stinkin' (featuring Insane Clown Posse)         |                                  | 3:39  |
| 4.  | Dogged Out (featuring Big Syke et Too $hort)            |                                  | 4:32  |
| 5.  | Free With Money                                         |                                  | 0:08  |
| 6.  | Anybody (featuring C-Murder et E-40)                    |                                  | 4:19  |
| 7.  | Waitress #13                                            |                                  | 0:15  |
| 8.  | Reunited                                                |                                  | 4:05  |
| 9.  | Here Comes the Judge (featuring Buddha Monk)            |                                  | 3:43  |
| 10. | Cute Devils                                             |                                  | 0:19  |
| 11. | I Wanna Fuck (featuring Royal Flush)                    |                                  | 3:49  |
| 12. | Highjack                                                |                                  | 0:34  |
| 13. | Lintballz (featuring Brooklyn ZU et Sunz of Man)        |                                  | 4:33  |
| 14. | Zoo Too                                                 |                                  | 2:46  |
| 15. | Anybody (Remix) (featuring C-Murder et E-40)            |                                  | 4:28  |
| 16. | Taking a Shit                                           |                                  | 1:11  |
| 17. | C'Mon                                                   | Brooklyn Zoo d'Ol' Dirty Bastard | 2:39  |
| 18. | Dirty & Stinkin' (Remix) (featuring Insane Clown Posse) |                                  | 3:39  |